# Kendrick (Oklahoma)
Kendrick es un pueblo ubicado en el condado de Lincoln en el estado estadounidense de Oklahoma. En el año 2010 tenía una población de 139 habitantes y una densidad poblacional de 347,5 personas por km².

## Geografía
Kendrick se encuentra ubicado en las coordenadas 35°47′7″N 96°46′31″O / 35.78528, -96.77528 (35.785346, -96.775171).

## Demografía
Según la Oficina del Censo en 2000 los ingresos medios por hogar en la localidad eran de $21,000 y los ingresos medios por familia eran $26,667. Los hombres tenían unos ingresos medios de $17,000 frente a los $13,750 para las mujeres. La renta per cápita para la localidad era de $10,662. Alrededor del 21.0% de la población estaban por debajo del umbral de pobreza.